# Бондарчук, Фёдор Сергеевич
Фёдор Серге́евич Бондарчу́к (род. 9 мая 1967, Москва, СССР) — советский и российский актёр кино, телевидения, озвучивания и дубляжа, режиссёр и продюсер кино и телевидения, сценарист, телеведущий, ресторатор и клипмейкер. Председатель совета директоров АО «Ленфильм». Член Высшего совета политической партии «Единая Россия» в 2009-2021.
Сын кинорежиссёра, народного артиста СССР Сергея Бондарчука и актрисы, народной артистки РСФСР Ирины Скобцевой.
Создатель фильмов «9 рота» (самая кассовая российская картина в прокате 2005 года, получила 7 различных кинопремий, 8 номинаций; в 2006 году выдвигалась от России на соискание премии «Оскар» в номинации «Лучший фильм на иностранном языке»), дилогии «Обитаемый остров» (первая часть стала самым кассовым российским фильмом в прокате стран России и СНГ в 2009 году), военной драмы «Сталинград» (в 2013 году выдвигалась от России на соискание премии «Оскар» в номинации «Лучший фильм на иностранном языке») и фантастической драмы «Притяжение», ставшей второй полностью окупившейся в прокате картиной режиссёра (после «9 роты»).
Лауреат премии «ТЭФИ-2003» в категории «Лучший ведущий развлекательной программы» («Кресло», «СТС», 2003). Обладатель кинопремии «Золотой орёл» (2011 год) в номинации «Лучшая мужская роль в кино» (фильм «Два дня»).
Председатель попечительского совета ОРКФ «Кинотавр», член Союза кинематографистов Российской Федерации, Российской академии кинематографических искусств, Национальной академии кинематографических искусств и наук России, экспертного совета Фонда кино. Учредитель Группы компаний «Главкино». Один из инициаторов проекта «Киносити». Основатель кинокомпаний «Art Pictures Studio», «Art Pictures Vision», а также школы кино и телевидения «Индустрия».
Совместно с Нью-Йоркской академией киноискусства в 2012 году основал грант имени Сергея Бондарчука (финансирование обучения перспективных продюсеров кино).
В декабре 2021 года назначен генеральным продюсером «НМГ Студии», дочерней компании холдинга «Национальная Медиа Группа», специализирующейся на производстве кинофильмов и контента для интернет-платформ.

## Биография

### Ранние годы

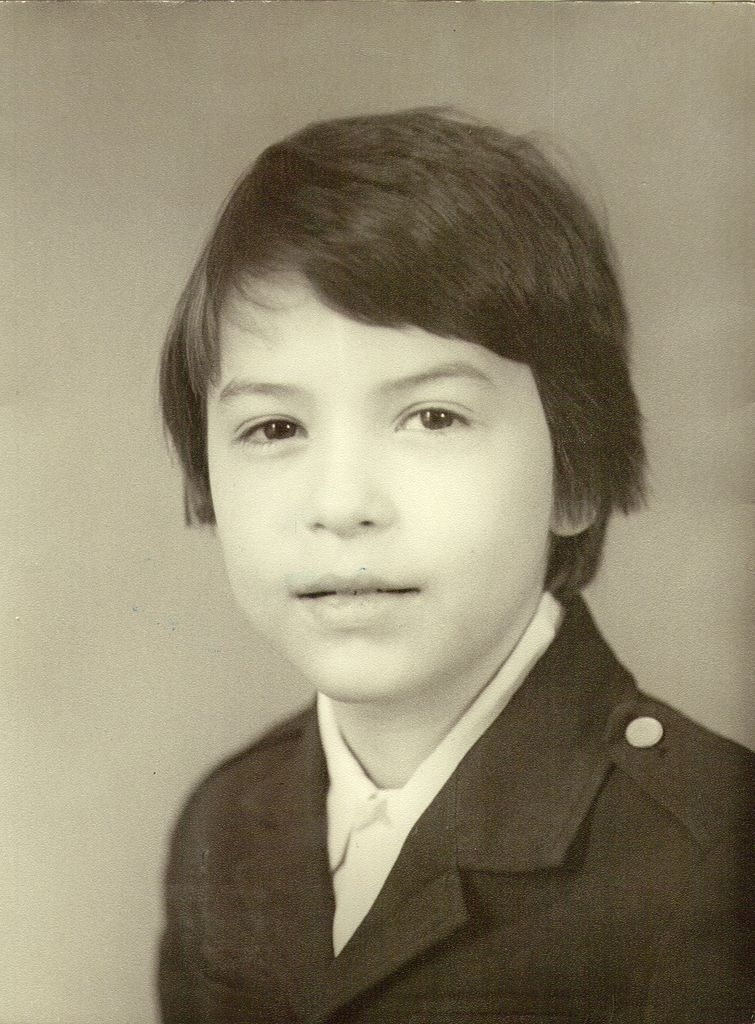
Фёдор Бондарчук в детстве

Родился 9 мая 1967 года в Москве в семье актрисы Ирины Константиновны Скобцевой (1927—2020) и кинорежиссёра Сергея Фёдоровича Бондарчука (1920—1994), став вторым ребёнком в семье (старшая сестра — Елена Бондарчук (1962—2009). Воспитанием будущего режиссёра занималась в основном бабушка, Юлия Николаевна. Окончил художественную школу и среднюю школу № 31 с английским уклоном в Москве в Леонтьевском переулке. Не отличался успешной учёбой и хорошим поведением, в школьные годы стал пить, курить и хулиганить. Он сдружился с сыном Никиты Михалкова Степаном.
По окончании школы в 1985 году пытался поступить в МГИМО, но во вступительном сочинении сделал 37 ошибок. Тогда его отец отвёл его во ВГИК на режиссёрско-постановочный факультет (мастерская Игоря Таланкина). В 1986 году получил небольшую роль царевича Фёдора в исторической драме своего отца «Борис Годунов», о которой он вспоминал: «Отец был строг со мной. Он был и остаётся для меня фантастическим, незыблемым авторитетом. Это была ужасная ответственность. Когда я приходил со съёмок, из меня буквально пот выжимали. Мне очень сложно давалась роль».
После года обучения в институте ушёл в армию. Отслужив некоторое время в Красноярске, попал в кавалерийский полк, который в своё время создали ради батальных съёмок в картине «Война и мир» Сергея Бондарчука и располагался в Подмосковье, а после окончания съёмок полк присоединили к Таманской дивизии.
В 1987 году возвратился в институт в мастерскую Юрия Озерова, успешно совмещая учёбу со съёмками в киноэпопее «Сталинград» у своего же педагога. Во время учёбы принял решение уйти из дома и жил у своего сокурсника Тиграна Кеосаяна. В 1991 году окончил обучение во ВГИКе, но документа об окончании института не получил: «Надо было сдавать теорию КПСС, а у меня уже была своя компания „Art Pictures Group“, офис на „Мосфильме“, секретарь. Сами понимаете — не до этого». Диплом ВГИКа Бондарчуку был вручён лишь в январе 2009 года.

### Карьера

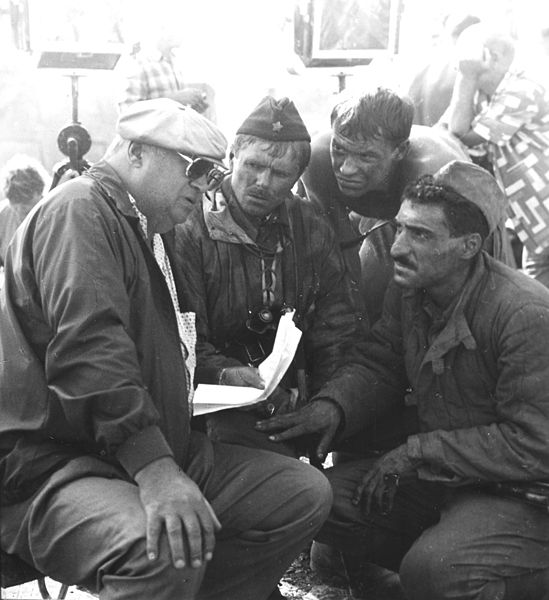
Юрий Озеров (слева), Фёдор Бондарчук (второй справа) и Тигран Кеосаян (справа) во время съёмок фильма «Сталинград», 1987 год

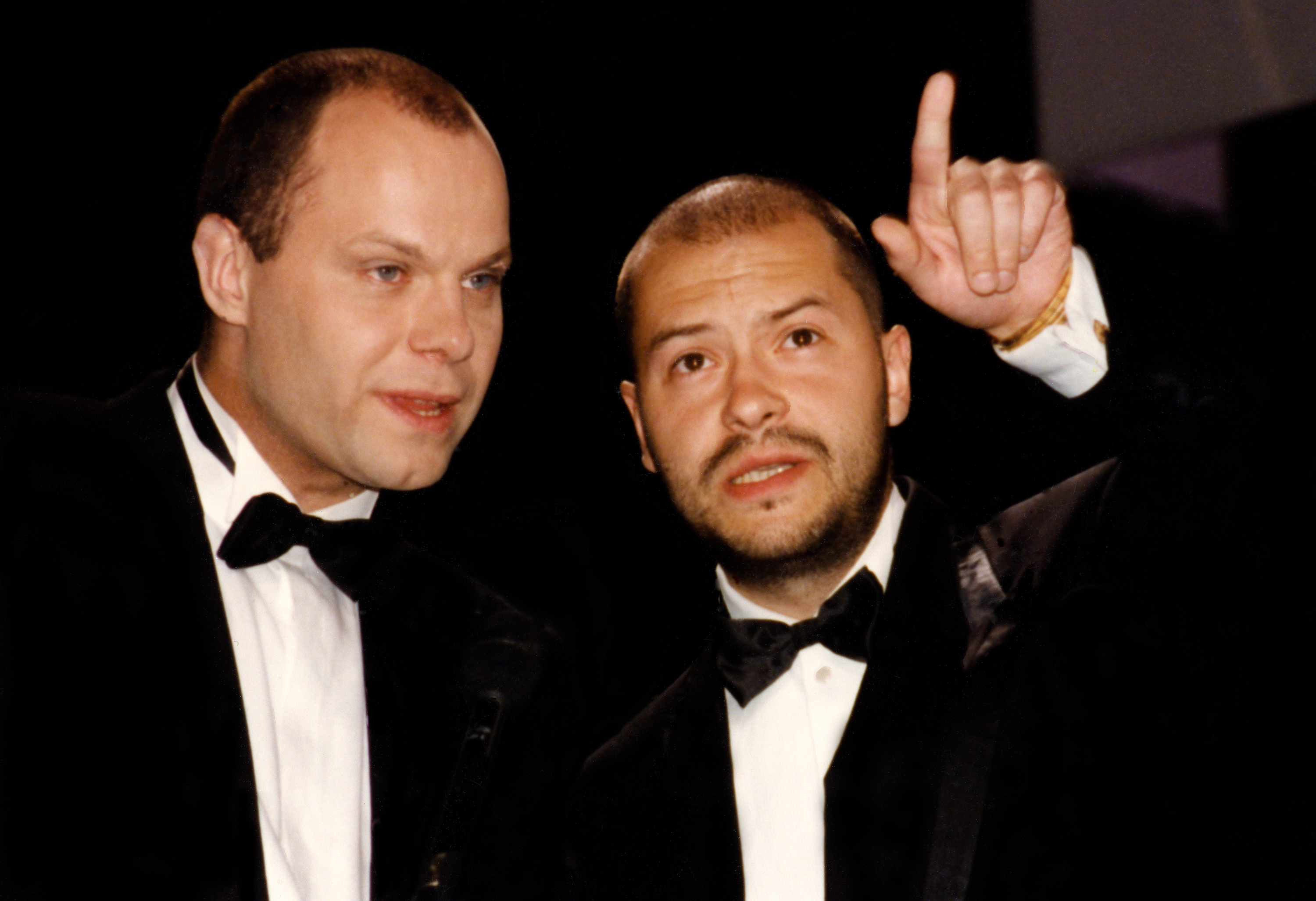
С Алексеем Кортневым на вручении премии «Овация» в 1998 году

Фёдор Бондарчук впервые появился в кино в фильме «Борис Годунов», который был снят его отцом в 1986 году. Тогда он исполнил роль царевича Фёдора.
В 1987 году, будучи студентом ВГИКа, он принимает участие в съёмках картины своего педагога Юрия Озерова «Сталинград», вышедшей на экраны в 1990 году. Далее Бондарчук снялся в студенческой учебно-курсовой работе своего друга Тиграна Кеосаяна «Солнечный берег», в которой сыграл молодого солдата (при этом сам Тигран Кеосаян сыграл небольшую роль в учебной работе Фёдора Бондарчука под названием «Сон в летнее утро», снятой в 1989 году). Он также исполнил главную роль в фильме Олега Флянгольца «Безразличие», который был завершён только спустя двадцать лет. После этого в 1992 году последовали фильмы «Бесы» и «Арбитр» Ивана Охлобыстина.
Карьера Фёдора Бондарчука как клипмейкера началась в 1990 году с клипа Сергея Мазаева и группы «Моральный кодекс» на песню «До свидания, мама». В 1991 году он снимает музыкальное видео для Натальи Ветлицкой на её песню «Посмотри в глаза». Впоследствии Бондарчук снимает клипы практически всем известным российским музыкальным группам и исполнителям: Борису Гребенщикову, Алле Пугачёвой, Кристине Орбакайте, Владимиру Преснякову, Линде, Анжелике Варум, Алёне Свиридовой, Найку Борзову, Валерию Меладзе, Татьяне Овсиенко, Филиппу Киркорову и др.
В 1994 году за свою работу в области музыкального видео он был удостоен премии «Овация», которую получил из рук отца. Позже он так говорил о приходе в клипмейкерство: «Тогда моя персона волновала людей только потому, что сын великого советского режиссёра вдруг занялся совершенно неведомым делом. Никто не понимал, что такое видеоролик или музыкальный клип. Именитые режиссёры во всём этом видели только деньги и малые формы, недостойные кисти больших художников. А ведь если посмотреть с профессиональной точки зрения, это такая возможность творить и экспериментировать: с изображением, с монтажом — с чем угодно! И отцу это ужасно нравилось».
В 1993 году вышел ещё один фильм с участием Бондарчука-младшего, который назывался «Ангелы смерти».
В том же году Фёдор Бондарчук дебютировал в качестве режиссёра, сняв фильм «Люблю», который явился бенефисом Людмилы Гурченко.
После этого Бондарчук не снимался в течение 5 лет, посвящая своё время преимущественно съёмкам рекламных и музыкальных видеороликов. В 1998 году он вернулся на экран в роли странноватого молодого человека по имени Влад в культовом фильме Гарика Сукачёва «Кризис среднего возраста».
Следом за «Кризисом» последовала картина Григория Константинопольского «8 ½ $», где Бондарчук сыграл сразу две роли. Затем он появился в новогодней истории под названием «Витрина».

### Творчество

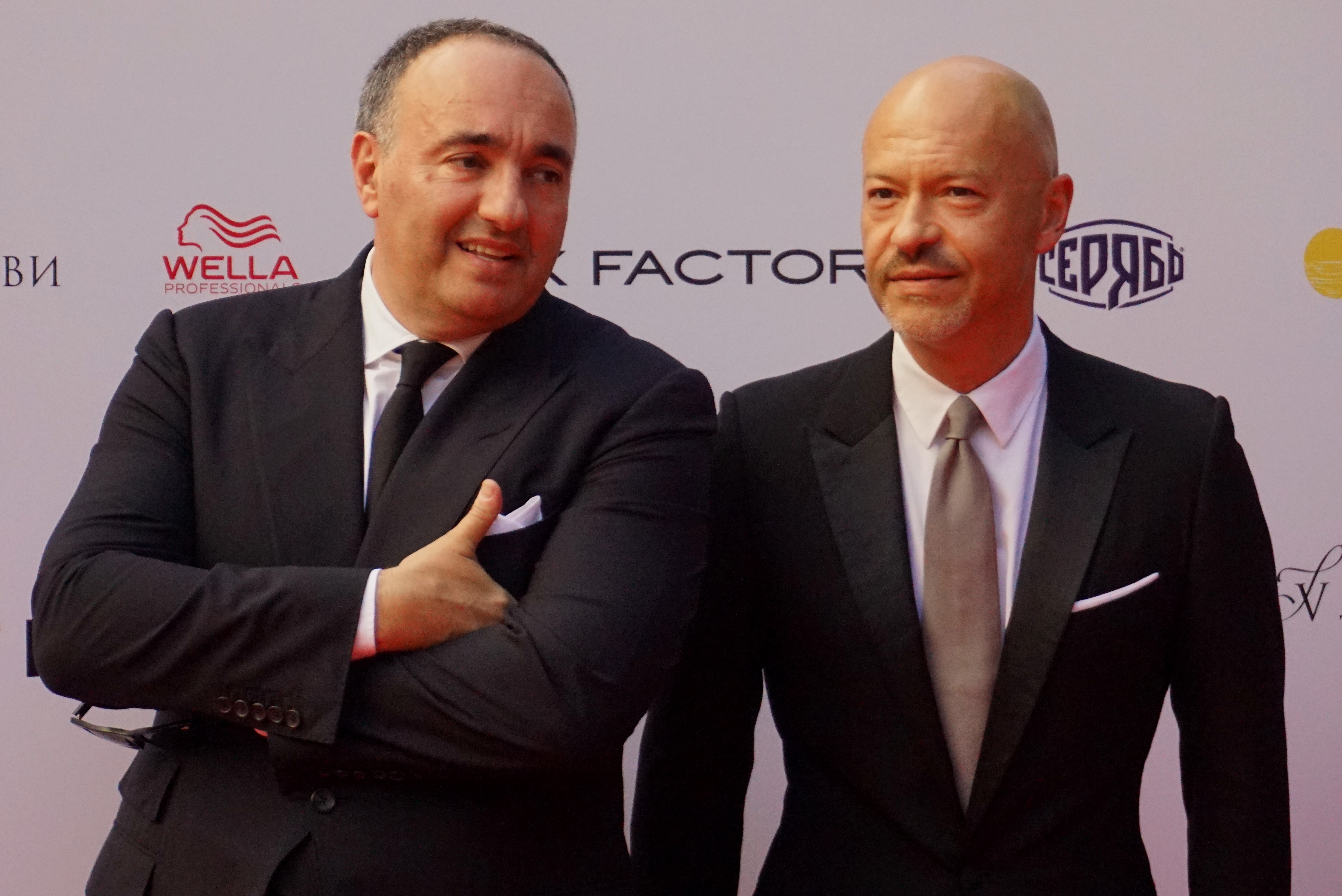
Александр Роднянский и Фёдор Бондарчук на кинофестивале Кинотавр. Сочи, 2016 год

В 2001 году Фёдор Бондарчук снялся в фильме Романа Качанова «Даун Хаус». В этой своеобразной экранизации знаменитого «Идиота» Фёдора Михайловича Достоевского Бондарчук сыграл роль князя Мышкина.
Немного позже Бондарчук снялся в ещё одном проекте, роль в котором очень сильно отличалась от всего, что ему приходилось играть ранее — телесериале «Мужская работа» режиссёра Тиграна Кеосаяна.
В 2001 году режиссёром Валерием Рубинчиком был снят фильм «Кино про кино», за роль в котором Бондарчук получил свою первую кинопремию — «Созвездие» гильдии киноактёров.
В 2002 году на экраны вышел «В движении» Филиппа Янковского, где Фёдор Бондарчук не только сыграл одну из главных ролей, но и впервые выступил в качестве продюсера картины.
В том же 2002 году он был приглашён на телеканал «СТС» в качестве ведущего игрового шоу «Кресло», успешно начав свою телевизионную карьеру. Подтверждением тому является вручение премии «ТЭФИ» в номинации «Лучший ведущий развлекательной программы» в 2003 году.

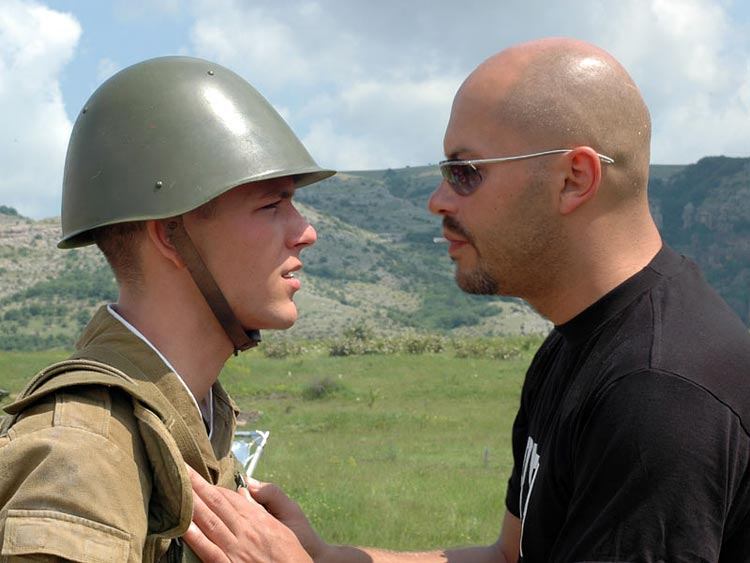
Фёдор Бондарчук и Константин Крюков на съёмках фильма «9 рота»

В это время уже ведётся активная работа над полнометражным режиссёрским дебютом Фёдора Бондарчука — фильмом «9 рота». Изначально картина задумывалась как ремейк фильма 1959 года «Судьба человека», снятого отцом Фёдора, ныне покойном Сергеем Бондарчуком. История касалась чеченской войны, но обстоятельства сложились так, что было решено рассказать о забытых героях Афганской войны. Сценарий фильма, по словам Бондарчука, на 60 процентов основан на реальных событиях. Военным консультантом картины стал бывший министр обороны Павел Грачёв, который завизировал её сценарий, написав на титульном листе: «Это будет лучший фильм об афганской войне». Съёмки фильма проходили в Крыму и длились 5 месяцев. «9 рота» стала самым кассовым российским фильмом по данным проката в 2005 году. Также картина была 8 раз номинирована и удостоена 7 кинонаград, в том числе «За лучший режиссёрский дебют». «9 рота» собрала в прокате 25 миллиона долларов при бюджете 10 миллионов долларов. Для Фёдора Бондарчука этот проект стал началом нового этапа в профессиональной деятельности.
Также в 2005 году среди вышедших на экраны актёрских работ Фёдора Бондарчука были картина «Статский советник», фильм «Мама не горюй 2», «От 180 и выше» и телепроект «Гибель империи».

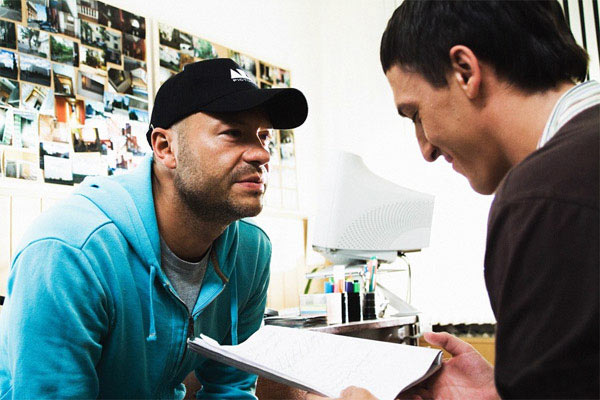
Фёдор Бондарчук и Артур Смольянинов на съёмках фильма «Жара»

В 2006 году на экраны вышел фильм Резо Гигинеишвили «Жара», первый кинопроект производства компании «Art Pictures Studio» (руководство которой Бондарчук осуществляет совместно с продюсером Дмитрием Рудовским). В нём Бондарчук выступил в качестве продюсера, а также исполнил одну из ролей. Малобюджетный молодёжный фильм собрал в прокате $ 16,5 миллионов, став самым рентабельным российским кинопроектом года.

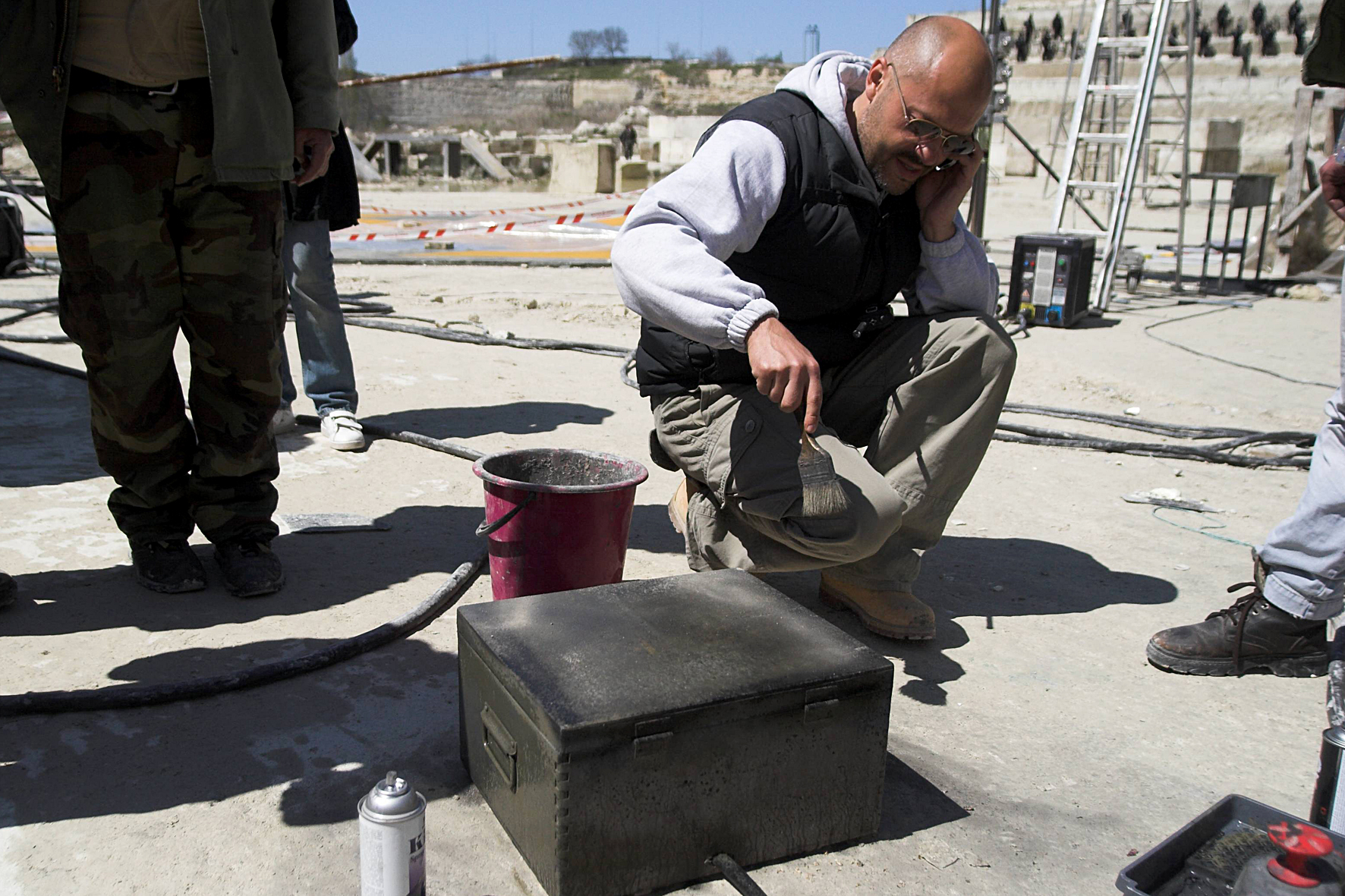
Фёдор Бондарчук на съёмках фильма «Обитаемый остров»

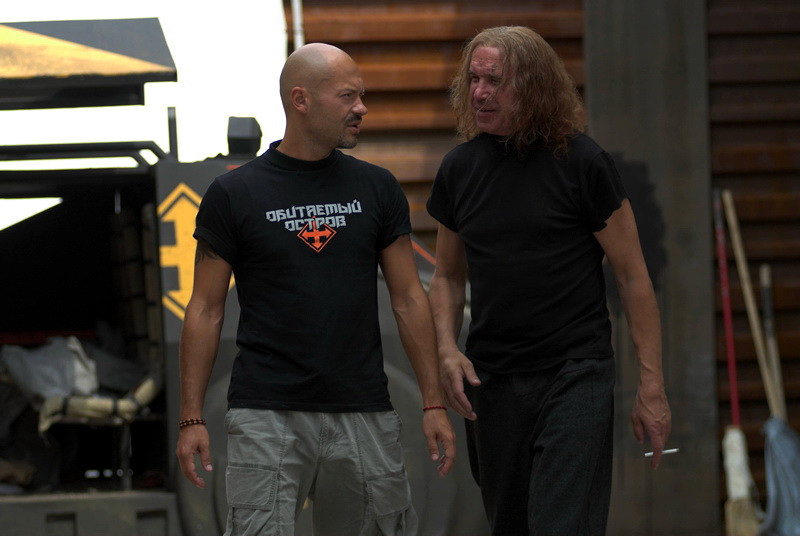
Фёдор Бондарчук и Сергей Гармаш на съёмках фильма «Обитаемый остров»

В том же 2006 году Фёдор Бондарчук получил от Бориса Стругацкого одобрение и права на экранизацию фантастической повести братьев Стругацких «Обитаемый остров». Фильм снимали 222 дня, решено было разделить его на две части. «Обитаемый остров» и «Обитаемый остров: Схватка» вышли в широкий прокат в 2009 году. Производством и дистрибуцией картины также занималась «Art Pictures Studio». Сам Фёдор Бондарчук предстал в проекте в качестве режиссёра, продюсера и исполнителя одной из главных ролей.
В 2007 году Бондарчук играл в таких фильмах, как «Тиски», «Артистка», «Я остаюсь», «7 кабинок» и «18-14».
В 2008—2009 годах, помимо работы над дилогией «Обитаемый остров», Бондарчук снимался в проектах «Самый лучший фильм 2» (2009) и «Адмиралъ» (2008).
В том же 2008 году началась работа над реализацией масштабного проекта по созданию крупного кинокомплекса «Главкино», открытие которого состоялось в 2012 году.
В 2010 году на экраны вышли сразу несколько фильмов с участием Фёдора Бондарчука: «Фобос. Клуб страха», телесериал «Лектор», «ПираМММида», «Про любоff» и «Москва, я люблю тебя!».
В 2011 году состоялась премьера киноистории Авдотьи Смирновой «Два дня», за главную роль в которой Бондарчук впоследствии получил кинопремию «Золотой орёл». Кроме того, он принимает участие в съёмках фильма «Свадьба по обмену» и телеэкранизации романа Михаила Булгакова «Белая гвардия», где играет роль Шполянского.
В 2012 году в свет вышел первый проект студии «Главкино» — «Август. Восьмого», продюсированием которого занимался Фёдор Бондарчук.
В апреле 2012 года на экраны вышла экранизация книги Бориса Акунина «Шпионский роман» — фильм «Шпион», в котором Фёдор Бондарчук исполнил одну из главных ролей.
В апреле 2012 года состоялась премьера киноальманаха «Некуда спешить», приуроченного к старту одноимённой широкомасштабной социальной кампании. Это совместный проект Госавтоинспекции МВД России и пяти известных режиссёров российского кинематографа, в числе которых: Фёдор Бондарчук, Пётр Буслов, Владимир Котт, Александр Лунгин, Сергей Осипьян, Борис Хлебников. Кинолента представляет собой пять новелл, каждая из которых — самостоятельный фильм. В проекте также приняли участие следующие звёзды российского театра и кино: Оксана Акиньшина, Людмила Аринина, Сергей Бадюк, Владимир Вдовиченков, Серафима Огарёва, Сергей Пускепалис, Ксения Раппопорт, Алиса Хазанова, Пётр Фёдоров, Мария Шалаева. По поводу проекта Бондарчук говорил: «Необходимо менять культуру людей, причём не с помощью формальных фраз и шаблонной агитации, а такими способами, как кино».
В октябре 2012 года в широкий прокат вышла продюсерская работа Фёдора Бондарчука — кинопроект «ДухӀеѕs», снятый по одноимённому роману Сергея Минаева, который стал самым кассовым российским игровым фильмом 2012 года. В том же году завершился съёмочный период фильма «Сталинград», который стал первой русскоязычной картиной в формате «IMAX» и вышел в прокат в 2013 году. В феврале 2012 года режиссёр картины Фёдор Бондарчук и продюсер Александр Роднянский официально объявили о начале сотрудничества с корпорацией «IMAX Filmed Entertainment», в связи с чем Грег Фостер, её президент и председатель совета директоров, сказал: «Фёдор и Александр показали мне 15-минутный фрагмент „Сталинграда“, и я очень рад, что мы не ошиблись с выбором партнёра».
Весной 2015 года вместе с молодым актёром Семёном Трескуновым специально для фильма «Призрак» Бондарчук исполнил жизнеутверждающую песню «Живи настоящим». Автором песни стал известный исполнитель Вася Обломов.

## Семья
Дед и бабушка по отцу — Фёдор Петрович Бондарчук и Татьяна Васильевна Бондарчук, крестьяне.
Дед и бабушка по матери — Константин Алексеевич Скобцев (1903—1975), научный сотрудник Главного управления метеослужбы, и Юлия Николаевна Скобцева (1904—1999), архивный работник.
Отец — Сергей Фёдорович Бондарчук (25 сентября 1920 — 20 октября 1994), актёр, кинорежиссёр, сценарист и педагог; народный артист СССР (1952).
Мать — Ирина Константиновна Скобцева (22 августа 1927 — 20 октября 2020), киноактриса; народная артистка РСФСР (1974).
Сестра — Алёна Сергеевна Бондарчук (31 июля 1962 — 7 ноября 2009), актриса. Племянник — Константин Витальевич Крюков (род. 7 февраля 1985), киноактёр, продюсер и ювелир.
Сестра единокровная (по отцу) — Наталья Сергеевна Бондарчук (род. 10 мая 1950), актриса, кинорежиссёр и сценарист; заслуженная артистка РСФСР (1977), заслуженный деятель искусств РФ (2009). Племянники: Иван Николаевич Бурляев (род. 13 сентября 1976), композитор; Мария Бурляева (род. 27 августа 1987), актриса.
Первая жена — Светлана Витальевна Бондарчук (в девичестве — Рудская; род. 17 декабря 1968), модель, телеведущая. Первая встреча произошла в 1986 году в гостях у общей знакомой, во время его военной службы в рядах Советской армии. В 2016 году состоялся развод, при этом супруги расстались, «по-прежнему оставаясь близкими людьми, сохраняя взаимное уважение и любовь к родным».
- Сын — Сергей Фёдорович Бондарчук (род. 1991), актёр. Невестка (с 17 мая 2012)[33] — Татиана Михайловна Бондарчук (урожд. Мамиашвили; род. 15 августа 1989[34]), выпускница МГИМО, дочь чемпиона XXIV летних Олимпийских игр 1988 года в Сеуле по греко-римской борьбе Михаила Мамиашвили[35].
  - Внучка — Маргарита Сергеевна Бондарчук (род. 6 декабря 2012).[36]
  - Внучка — Вера Сергеевна Бондарчук (род. 12 мая 2014).[33][37][38]
- Дочь — Варвара Фёдоровна Бондарчук (род. 5 мая 1999), имеет особенности в развитии, практически все время проводит в специализированных центрах за границей, где ей удобнее получать необходимое лечение и образование[39]

Вторая жена — Паулина Олеговна Андреева (род. 12 октября 1988), актриса. Встречались с осени 2015 года, поженились в сентябре 2019 года. 21 марта 2025 года в Инстаграме Паулины появилось совместное заявление пары о прекращении супружеских отношений.
- Сын — Иван Фёдорович Бондарчук (род. 2 марта 2021 года[43][44]).

## Кинобизнес

### «Art Pictures»
По окончании учёбы во ВГИКе в 1991 году Фёдор Бондарчук, его друг детства, Степан Михалков, и Сергей Кожевников основали первую в России частную фирму по производству видеоклипов «Art Pictures Group». Помимо производства видеороликов, «Art Pictures Group» занималась клубными проектами, фестивалями, художественными выставками. В 1993 году компания инициировала проект фестиваля рекламы и видеоклипов «Поколение» (1993—1998).
Видеоклипы и рекламные ролики производства «Арт Пикчерс» неоднократно становились лауреатами всероссийских и международных конкурсов, а также национальной музыкальной премии «Овация». С момента своего основания компания произвела на свет порядка 140 рекламных роликов. Среди клиентов «Арт Пикчерс» числятся такие бренды, как «Heinz», «Philips», «Sony», «Zikr» («Colgate total»), «Коммерсантъ», «World Class», «Pepsi» («MTV»), «СладКо», «Тюменская нефтегазовая компания» («ТНК»), «Евросеть», «Хит ФМ „107,4“», «Мосэнерго», «Внуковские авиалинии».
В 2002 году компания начала заниматься кинопроизводством. Первыми лентами, созданными «Арт Пикчерс» совместно со студиями «Слово» и «Non-stop Production», стали: «В движении» Филиппа Янковского (7 наград, в том числе и кинопремия «Ника» в категории «Открытие года», кинопремия «Золотой орёл» в номинации «Лучший монтаж»), «Гололёд» Михаила Брашинского (3 награды, в том числе и награда «New Director’s Showcase Award» «Seattle International Film Festival» 2003) и «Дневник камикадзе» Дмитрия Месхиева (3 награды, в том числе и «Золотой Овен» 2002 — приз «за лучшую роль второго плана»).
В 2006 году Бондарчук вместе с продюсером Дмитрием Рудовским реорганизовал «Art Pictures Group», переименовав её при этом в «Art Pictures Studio». Компания, художественным руководителем и владельцем которой стал Фёдор Бондарчук, в частности, занималась продюсированием, съёмками и продвижением на рынок кинофильмов «ЖАRА», «Обитаемый остров», «Обитаемый остров: Схватка», «Два дня». В настоящее время «Art Pictures Studio» занимается кинопроизводством, кинотеатральным прокатом, дистрибуцией кино- и видеопродукции, а также производством музыкального и рекламного видео. В 2019 году в состав учредителей «Art Pictures Studio» вошла компания «НМГ Студия». Доля Фёдора Бондарчука составила 50 %. К 2020 году в пакете студии более 42 полнометражных фильмов. За всё время деятельности «Art Pictures Studio» продала права на картины дистрибьютерам в более чем 80 стран мира, а фильмы студии собрали в прокате более $200 млн и завоевали более 50 российских и международных кинопремий.
В 2009 году Фёдор Бондарчук и Дмитрий Рудовский создают дистрибуционную компанию «Арт Пикчерс Медиа» («Art Pictures Media»), которая занимается кинотеатральной, телевизионной и DVD-дистрибуцией фильмов «Арт Пикчерс Студии», а также картин независимых западных студий. «Арт Пикчерс Медиа» выступает в качестве дистрибьютора таких зарубежных фильмов, как «Гениальный папа» («Father of Invention», в главной роли Кевин Спейси), «Одноклассники по-итальянски» («Faceboom») и «Монах» («The Monk», в главной роли Венсан Кассель); отечественных — мультфильм «Элька», мелодрама «Зона турбулентности» (режиссёр Евгения Тирдатова). В 2010 году на экраны вышел психологический триллер «Фобос. Клуб страха», который стал первым фильмом в пакете дистрибуционной компании «Арт Пикчерс Медиа», одновременно стартовавшим в России, Германии, Латвии, Литве и Эстонии.
В 2012 году Фёдор Бондарчук основал компанию «Art Pictures Vision», которая специализируется на создании телефильмов и телесериалов. В портфолио «Art Pictures Vision» присутствуют такие телевизионные проекты, как телесериалы «Год культуры» (телеканал «ТНТ»), «90-е. Весело и громко», «Психологини», «Дылды», «Кухня. Война за отель» (телеканал «СТС») и др.
На август 2013 года в каталоге «Арт Пикчерс Медиа» было более 30 картин разных жанров.

### «Главкино»
В 2008 году совместно с Константином Эрнстом и Ильёй Бачуриным Фёдор Бондарчук основал компанию «Главкино», приоритетными задачами которой являлись: съёмка картин национального значения, поддержка молодых кинематографистов, создание условий для роста киноиндустрии и привлечения иностранных проектов в Россию.

Это был один из крупнейших кинотелевизионных концернов России общей площадью 33 000 м², включавший одноимённый кинотелевизионный комплекс (в том числе и крупнейший в Восточной Европе съёмочный павильон площадью 3107 м²), продюсерскую компанию и лабораторию сценариев. Основной профиль деятельности: производство, постпродакшн, дистрибуция кино- и телеконтента. По поводу «Главкино» Бондарчук говорил следующее: 
«Главкино» — один из крупнейших киноконцернов России, созданием которого мы занимались последние пять лет. Результатом горжусь и не скрываю этого. Говорят же, что каждый мужчина должен родить сына, посадить дерево и построить дом. Я возвёл такой, за который точно не стыдно. И сделали мы это за сравнительно небольшие деньги — относительно масштаба студии.
Весной 2011 года Нью-Йоркская академия киноискусства и группа компаний «Главкино» во главе с Фёдором Бондарчуком учредили грант имени Сергея Бондарчука-старшего, дающий возможность юным талантливым кинематографистам из России проходить обучение и творческую практику по специальности «Продюсер кино и ТВ» в Москве с американскими и российскими мастерами.
Официальное открытие и начало работы комплекса состоялось в 2012 году.

### Банкротство «Главкино»
В конце января 2019 года ПАО «Банк ВТБ» подал в суд заявление о признании ЗАО «УК „Главкино“» банкротом. Сумма исковых требований равна примерному бюджету голливудского фильма — 7 206 248 709, 51 рублей.
Заседание состоялось 13 марта 2019 года.
Руководствуясь ст.ст. 184, 185, 223 АПК РФ, ст.ст. 3, 6, 20.6, 45, 48, 49, 62, 65 Федерального закона «О несостоятельности (банкротстве)» от 26.10.2002 № 127-ФЗ, арбитражный суд признал требования ПАО «Банк ВТБ» обоснованными и постановил ввести в отношении ЗАО «УК „Главкино“» (ИНН 5024097209, ОГРН 1085024004152) процедуру банкротства — наблюдение (дело А41-3991/2019).

### «Кино сити»
В 2009 году Фёдор Бондарчук совместно с Эдуардом Пичугиным и Сергеем Сельяновым инициируют проект «КИНО СИТИ». Компания реализует программу кинофикации городов Российской Федерации путём строительства сети мультимедийных образовательных киноцентров по всей стране.

## Телевидение
Широкую известность Фёдору Бондарчуку также принесло телевидение. С 7 сентября 2002 года по 6 июня 2004 года он появлялся на телеканале «СТС» в качестве ведущего игрового телешоу «Кресло». За что в 2003 году был удостоен премии ТЭФИ в номинации «Ведущий развлекательной программы», а в марте 2004 года стал членом фонда «Академия российского телевидения».
В 2004 году Фёдор стал ведущим первых двух сезонов реалити-шоу «Ты — супермодель».
Карьеру телеведущего Фёдор Бондарчук продолжил в программе «Кино в деталях» (c 2005 года), в рамках которой его собеседниками в разных выпусках становились Оливер Стоун, Даррен Аронофски, Майкл Бэй, Кристоф Вальц, Дэниел Крейг и Тиль Швайгер.
С 9 марта по 4 мая 2013 года вместе с Альбиной Джанабаевой и Натальей Стефаненко был соведущим телепроекта «Большие танцы» на телеканале «Россия-1».
С 2020 года стал официальным лицом бренда «Газпромбанк».

## Ресторанный бизнес
Фёдор Бондарчук — владелец трёх ресторанов в Москве (некоторые — совместно со Степаном Михалковым, Аркадием Новиковым и Кириллом Гусевым): «Vаниль», «Вертинский», «Bistrot».
В сентябре 2009 года запустил ресторанный бизнес в Екатеринбурге — открыл два ресторана и кондитерскую.

## Общественная позиция
В 2005 году Бондарчук вступил в партию «Единая Россия» и вошёл в состав совета молодёжной организации «Молодая гвардия Единой России».
В 2006—2008 годах Бондарчук входил в состав совета по культуре и искусству при президенте РФ Владимире Путине. В 2008 году он вместе с Рудовским и банковской группой «ВТБ» стал соучредителем ООО «Главкино» — компании, учреждённой президентом ФК «Уралсиб» Николаем Цветковым для управления строительством кинотелевизионного комплекса в Подмосковье. В том же году он упоминался в прессе как владелец 30 % акций «Главкино». Одним из возможных соинвесторов проекта СМИ весной 2009 года называли и генерального директора ОАО «Первый канал» Константина Эрнста. Сообщалось, что в случае успешного завершения переговоров о вхождении Эрнста в проект и выхода из него Рудовского гендиректору «Первого канала», Бондарчуку и структурами Цветкова будет принадлежать 49 % ООО, а остальное получит «ВТБ». В дальнейшем подтверждения информации о вхождении Эрнста в список учредителей «Главкино» не публиковалось. В июне 2009 года СМИ называли соучредителями ООО Цветкова, «ВТБ» и Бондарчука, доли не раскрывались, однако в ноябре того же года Бондарчук в одном из интервью отмечал: «Вместе с Константином Эрнстом строим студию „Главкино“ на Новорижском шоссе. Сдать объект должны в 2011 году». Уже в январе 2010 года было объявлено, что «ВТБ» вышел из числа учредителей «Главкино». При этом, как сообщала газета «Ведомости», госбанк намеревался продолжить финансировать проект, на который уже выделил 12 миллионов долларов. Тогда же генеральный директор «Главкино» Илья Бачурин заверил журналистов, что «государство всё равно останется совладельцем проекта»: по его словам, «новым акционером спустя какое-то время станет другая структура, близкая к государству».
В 2007—2009 годах — член Общественной палаты Российской Федерации (в составе комиссии по культуре).
В ноябре 2009 года на XI съезде партии «Единая Россия» режиссёр вошёл в число членов её Высшего совета, в котором пробыл до 2021 года. В январе 2010 года Бондарчук стал куратором партийного проекта по строительству цифровых кинотеатров в 250 городах. Он тогда заверял, что от партии денег не потребуется: она «может только помочь с информированием и, возможно, кое-где — с выделением площадки под строительство». В апреле 2010 года газета «РБК daily» сообщила, что разработанный Бондарчуком вместе с основателем сети кинотеатров «Кронверк Синема» Эдуардом Пичугиным и продюсером Сергеем Сельяновым проект по строительству кинотеатров в малых городах России профинансирует правительство России.
В сентябре 2010 года стало известно, что Бондарчук и Пичугин купили по 15,04 % акций банка «АБ финанс» и вошли в его совет директоров. Покупка, по словам Пичугина, обошлась каждому из них в 150 миллионов рублей. Приобретение банковских активов Бондарчук объяснил тем, что для ведения инвестиционного бизнеса им «выгоднее иметь собственный банк».
В 2012 году являлся доверенным лицом премьер-министра и кандидата в президенты РФ Владимира Путина.
В октябре 2012 года Бондарчук возглавил совет директоров киностудии «Ленфильм». 10 ноября 2012 года Владимиром Путиным принято решение о том, что государство выступит гарантом кредита, который необходим для реконструкции «Ленфильма». Получение кредита на сумму 1,5 миллиарда рублей было предусмотрено концепцией развития «Ленфильма», составленной Эдуардом Пичугиным и принятой в ходе общественных слушаний.
В 2013—2015 годах — член общественного совета при Министерстве культуры Российской Федерации.
В марте 2014 года Бондарчук поддержал аннексию Крыма, подписал письмо президенту России Владимиру Путину в поддержку аннексии.
20 января 2016 года выступил с поддержкой Рамзана Кадырова с лозунгом «#Кадыров — патриот России», поддержав призыв Кадырова относиться к представителям внесистемной оппозиции как к «врагам народа», которое вызвало общественный резонанс.
В ходе президентских выборов 2018 года был доверенным лицом Владимира Путина. В мае 2018 года был гостем на его четвёртой инаугурации.
В 2018 году был доверенным лицом кандидата в мэры в Москвы Сергея Собянина.
20 ноября 2018 года Фёдор Бондарчук, в соответствии с Указом Президента России, включён в новый состав Совета при президенте по культуре и искусству.
Член Правительственного совета по развитию отечественной кинематографии.

## Фильмография

### Актёрские работы
| Год       | Фильм                                      | Роль                                                                     |
| --------- | ------------------------------------------ | ------------------------------------------------------------------------ |
| 1986      | Борис Годунов                              | царевич Фёдор Годунов                                                    |
| 1988      | 86400 секунд работы дежурной части милиции | Андрей Георгиевич Кузьмичёв, механик автобазы завода «Рассвет», наркоман |
| 1988      | Солнечный берег                            | молодой солдат                                                           |
| 1989      | Сталинград                                 | Иван, снайпер Красной Армии, охотник из Сибири                           |
| 1989      | Сон в летнее утро                          | Фёдор                                                                    |
| 1992      | Арбитр                                     | Рома, фотограф-гей                                                       |
| 1992      | Бесы                                       | Федька Каторжный                                                         |
| 1993      | Ангелы смерти                              | снайпер Иван                                                             |
| 1994      | Стреляющие ангелы                          | Иван                                                                     |
| 1997      | Кризис среднего возраста                   | Влад                                                                     |
| 1998      | Марцефаль                                  | мафиози                                                                  |
| 1999      | Восемь с половиной долларов                | Фёдор / Степан                                                           |
| 2000      | Витрина                                    | директор магазина                                                        |
| 2000      | Формула счастья                            |                                                                          |
| 2001      | Даун Хаус                                  | князь Мышкин                                                             |
| 2001—2002 | Мужская работа                             | майор Николай Ребров (Пасечник)                                          |
| 2002      | В движении                                 | Газизов                                                                  |
| 2002      | Кино про кино                              | Николай Жильцов, продюсер фильма                                         |
| 2003      | Осторожно, модерн! 2004                    | разбойник Жора                                                           |
| 2004      | Свои                                       | полицмейстер Николай                                                     |
| 2004      | Моя прекрасная няня                        | камео (26 серия)                                                         |
| 2005      | 9 рота                                     | прапорщик Сергей Погребняк («Хохол»)                                     |
| 2005      | От 180 и выше                              | Савик Галкин, известный телеведущий                                      |
| 2005      | Статский советник                          | полковник Пётр Иванович Бурчинский                                       |
| 2005      | Продаётся дача                             | Владимир                                                                 |
| 2005      | Мама не горюй 2                            | политтехнолог Лёва                                                       |
| 2005      | Гибель империи                             | генерал Деникин                                                          |
| 2006      | Девять месяцев                             | Костя                                                                    |
| 2006      | Три полуграции                             | Святослав Игоревич Курбатов                                              |
| 2006      | Жара                                       | режиссёр                                                                 |
| 2007      | 7 кабинок                                  | наркодилер                                                               |
| 2007      | Я остаюсь                                  | инструктор-проводник душ в пространстве комы                             |
| 2007      | Нулевой километр                           | камео                                                                    |
| 2007      | Артистка                                   | режиссёр фильма (камео)                                                  |
| 2007      | Тиски                                      | наркоторговец Игорь Вернер                                               |
| 2007      | 1814                                       | граф Варфоломей Васильевич Толстой                                       |
| 2008      | Адмиралъ                                   | режиссёр Сергей Фёдорович Бондарчук                                      |
| 2008      | Обитаемый остров                           | Прокурор (Умник)                                                         |
| 2009      | Самый лучший фильм 2                       | камео                                                                    |
| 2009      | 9 мая. Личное отношение (новелла «Диалог») | продюсер Фёдор Сергеевич (камео)                                         |
| 2009      | Обитаемый остров: Схватка                  | Прокурор (Умник)                                                         |
| 2010      | Москва, я люблю тебя! (новелла «Высотка»)  | самоубийца                                                               |
| 2010      | Про любоff                                 | Владимир Викторович                                                      |
| 2011      | ПираМММида                                 | Белявский (прототип — Борис Березовский                                  |
| 2011      | Лектор                                     | Владимир Андреевич Зуев                                                  |
| 2011      | Свадьба по обмену                          | Руслан Богуславский, популярный телеведущий                              |
| 2011      | Два дня                                    | Пётр Сергеевич Дроздов, заместитель министра, после — губернатор области |
| 2011      | Безразличие                                | Пётр Селутин                                                             |
| 2011      | Белая гвардия                              | Михаил Семёнович Шполянский, подпоручик-футурист, большевистский агент   |
| 2012      | Шпион                                      | Алексей Октябрьский, старший майор госбезопасности                       |
| 2012      | 7 дней грехов / 7 dni hrichu               |                                                                          |
| 2012      | После школы                                | камео / Женя Питкин, водитель Фёдора Бондарчука                          |
| 2013      | Молодёжка                                  | Олег Иванович Калинин, олигарх, генеральный спонсор «Медведей»           |
| 2013      | Одноклассники.ru: НаCLICKай удачу          | Фёдор Соколов, CEO компании                                              |
| 2014      | Чудотворец                                 | Виктор Ставицкий (прототип — Анатолий Кашпировский)                      |
| 2014      | Гена Бетон                                 | директор фирмы                                                           |
| 2014      | Подарок с характером                       | Николай Железнов, олигарх, отец Тёмы                                     |
| 2015      | Призрак                                    | Юрий Гордеев                                                             |
| 2015      | Душа шпиона                                | Засухин                                                                  |
| 2015      | Воин                                       | Андрей Родин, отец Ромы и Славы                                          |
| 2015      | Следователь Тихонов                        | Клим Горелло, модный кинорежиссёр, любовник Екатерины Трофимовой         |
| 2016      | Рашкин                                     | Белокочановый, олигарх                                                   |
| 2016      | Дед Мороз. Битва Магов                     | Дед Мороз, он же Миран                                                   |
| 2017      | Спящие                                     | Владимир Александрович Игнатьев, вице-премьер РФ                         |
| 2017      | Демон революции / Ленин. Неизбежность      | Александр Парвус                                                         |
| 2017      | Про любовь. Только для взрослых            | Игорь, депутат, муж Нины (четвёртая новелла)                             |
| 2017      | Мифы                                       | продюсер Федя                                                            |
| 2018      | Селфи                                      | Максим, лучший друг главного героя                                       |
| 2018      | Лёд                                        | бродяга                                                                  |
| 2018      | Год культуры                               | Виктор Михайлович Сычёв                                                  |
| 2019      | Филатов                                    | Андрей Филатов                                                           |
| 2020      | Спутник                                    | полковник Семирадов, руководитель центра исследований                    |
| 2020      | Кухня. Война за отель                      | камео                                                                    |
| 2020      | Окаянные дни (новелла «Братья»)            | Паша, чиновник столичной мэрии, старший брат Саши                        |
| 2021      | Бондарчук                                  | камео[59]                                                                |
| 2021      | Сердце пармы                               | великий князь Московский Иван III                                        |
| 2021      | Подвиг                                     | Владимир Ломакин                                                         |
| 2021      | Анна К                                     | Алексей Александрович Каренин                                            |
| 2022      | Повелитель ветра                           | Фёдор Конюхов                                                            |
| 2022      | Ампир V                                    | Колдовашкин, начальник дискурса, профессор                               |
| 2022      | Год культуры 2                             | Виктор Михайлович Сычёв                                                  |
| 2023      | Балет                                      | Игорь Корнеев, директор театра                                           |
| 2024      | Сто лет тому вперёд                        | Робот Вертер, озвучка                                                    |
| 2024      | Калимба                                    | Виктор Анатольевич Мещерский                                             |
| 2024      | Чистые                                     | отец                                                                     |
| 2026      | Буратино                                   | Карабас-Барабас                                                          |

### Озвучивание мультфильмов
| Год  | Фильм                           | Роль          |
| ---- | ------------------------------- | ------------- |
| 2012 | Три богатыря на дальних берегах | купец Колыван |
| 2015 | Савва. Сердце воина             | гиена Эльза   |
| 2023 | Яга и книга заклинаний          | Леший         |

### Дубляж
| Год  | Фильм                               | Роль                                              |
| ---- | ----------------------------------- | ------------------------------------------------- |
| 2006 | Сезон охоты                         | медведь Буг[60][61][62]                           |
| 2008 | Сезон охоты 2                       | медведь Буг[63]                                   |
| 2010 | Ослепительный Барри и червяки диско | жук Тони Дин[64]                                  |
| 2010 | Сезон охоты 3                       | медведь Буг[65]                                   |
| 2017 | Босс-молокосос                      | Босс-молокосос / Теодор «Цветик» Темплтон[66][67] |
| 2021 | Босс-молокосос 2                    | Босс-молокосос / Теодор «Цветик» Темплтон         |

### Режиссёрские работы
| Год  | Фильм                     | Доп. информация                                                        |
| ---- | ------------------------- | ---------------------------------------------------------------------- |
| 1989 | Сон в летнее утро         | Учебная работа (короткометражный фильм)                                |
| 2005 | 9 рота                    | Снялся в роли прапорщика Сергея Погребняка («Хохол»)                   |
| 2006 | Тихий Дон                 | Режиссёр телеверсии                                                    |
| 2008 | Обитаемый остров          |                                                                        |
| 2009 | Обитаемый остров: Схватка |                                                                        |
| 2012 | Некуда спешить            | Новелла «Потише, мам»                                                  |
| 2013 | Сталинград                |                                                                        |
| 2015 | Четыре сезона             |                                                                        |
| 2016 | Молодогвардейцев, 32      | Короткометражный фильм для благотворительного аукциона Action 2016[68] |
| 2017 | Притяжение                |                                                                        |
| 2019 | Вторжение                 |                                                                        |
| 2020 | Псих                      | 8-серийный проект[69]                                                  |
| 2022 | Актрисы                   | 10-серийный проект                                                     |

### Продюсерские работы
| Год  | Фильм                                |
| ---- | ------------------------------------ |
| 2002 | В движении                           |
| 2003 | Гололёд                              |
| 2005 | 9 рота                               |
| 2006 | Жара                                 |
| 2008 | Обитаемый остров                     |
| 2009 | Обитаемый остров: Схватка            |
| 2010 | Фобос. Клуб страха                   |
| 2011 | Два дня                              |
| 2011 | Новогодняя SMS-ка                    |
| 2012 | Август. Восьмого                     |
| 2012 | Собачья работа                       |
| 2012 | ДухӀеѕs                              |
| 2013 | Первая любовь                        |
| 2013 | Раз, два! Люблю тебя!                |
| 2013 | Молодёжка                            |
| 2013 | Выжить после                         |
| 2013 | Убежать, догнать, влюбиться          |
| 2013 | Да и да                              |
| 2013 | Белая Лилия                          |
| 2013 | Евгений Онегин                       |
| 2014 | Вычислитель                          |
| 2014 | #Sтуденты                            |
| 2015 | Батальонъ                            |
| 2015 | Духless 2                            |
| 2015 | Савва. Сердце воина                  |
| 2015 | Срочно выйду замуж                   |
| 2015 | Миллионы в сети                      |
| 2015 | Бармен                               |
| 2015 | Воин                                 |
| 2015 | Вечный холод                         |
| 2015 | Четыре сезона                        |
| 2016 | Смешарики. Легенда о золотом драконе |
| 2016 | Беглые родственники                  |
| 2016 | Не моё собачье дело                  |
| 2016 | Хороший мальчик                      |
| 2016 | Дама Пик                             |
| 2016 | Любовь с ограничениями               |
| 2016 | Бойцовский срыв                      |
| 2016 | Волевой приём                        |
| 2016 | Грогги                               |
| 2016 | Военный фитнес                       |
| 2016 | Тренер                               |
| 2017 | Чистый футбол                        |
| 2017 | Притяжение                           |
| 2017 | Тяжеловес                            |
| 2017 | Победивший время                     |
| 2017 | Мечта                                |
| 2017 | Спящие                               |
| 2017 | Беглец                               |
| 2017 | Мифы                                 |
| 2017 | Психологини                          |
| 2018 | Селфи                                |
| 2018 | Лёд                                  |
| 2018 | Купи меня                            |
| 2018 | Смешарики. Дежавю                    |
| 2018 | Только не они                        |
| 2019 | Пекарь и красавица                   |
| 2019 | 90-е. Весело и громко                |
| 2019 | Мамы чемпионов                       |
| 2019 | Кухня. Война за отель                |
| 2019 | Вторжение                            |
| 2020 | Лёд 2                                |
| 2020 | Чики                                 |
| 2020 | Погнали                              |
| 2020 | Спутник                              |
| 2021 | Мастер                               |
| 2021 | За час до рассвета                   |
| 2021 | Бондарчук                            |
| 2022 | Стая                                 |
| 2023 | Повелитель ветра                     |
| 2023 | Крысолов                             |
| 2024 | Молодёжка. Новая смена               |
| 2025 | ВИА «Васильки»                       |

## Награды и номинации

### Награды
- «Овация» (1994) — за видеоклип «Кто сказал».[72]
- Лауреат профессиональной премии актёров кино «Созвездие-2002» в категории «Лучшая мужская роль второго плана» (фильм «Кино про кино», 2002; режиссёр: Валерий Рубинчик).
- Лауреат премии «ТЭФИ-2003» в категории «Лучший ведущий развлекательной программы» («Кресло», «СТС»).
- «Ника» (2006) — «Лучший игровой фильм» (фильм «9 рота», 2005; режиссёр: Фёдор Бондарчук).
- «Золотой орёл» (2006) — «Лучший игровой фильм» (фильм «9 рота»).
- «Золотой овен» (2006) — «Лучший фильм» (фильм «9 рота»).
- «Золотой овен» (2006) — «Лучший режиссёрский дебют» (фильм «9 рота»).
- «Золотой овен» (2006) — «Приз зрительских симпатий» (фильм «9 рота»).
- «Золотой овен» (2006) — «Лучший игровой фильм» по результатам открытого интернет голосования (фильм «9 рота»).
- «Виват, кино России!» (2006) — Гран-при фестиваля (фильм «9 рота»).
- Премия по итогам года в кино- и видеобизнесе Блокбастер-2009 (первая строчка проката в странах России и СНГ) («Обитаемый остров», 2008; режиссёр: Фёдор Бондарчук).
- Почётная награда за вклад в мировой кинематограф на 47-м Международном кинофестивале «Золотой апельсин» (Турция, октябрь 2010 года).[11]
- «Золотой орёл» (2012) — «Лучшая мужская роль» (фильм «Два дня», 2011; режиссёр: Авдотья Смирнова).
- «Золотой орёл» (2016) — «Лучшая мужская роль» (фильм «Призрак», 2015; режиссёр: Александр Войтинский).
- Премия Министерства обороны Российской Федерации в области культуры и искусства — за произведение аудиовизуальных искусств (2016).[73]
- Национальная телевизионная премия «Дай пять!» (18 мая 2017 года) — в номинации «Любимый актёр».[74]
- орден Александра Невского (21 августа 2018 года) — за большой вклад в развитие отечественной культуры, искусства, средств массовой информации и многолетнюю плодотворную деятельность.[75]
- Премия мэра Москвы «За создание образа Москвы в киноискусстве» («Серебряный приз мэра Москвы»; второе место) (2018) — за фильм «Притяжение» (2017).[76][77]
- Лауреат премии «ТЭФИ-2019» в категории «Интервьюер» («Кино в деталях», «СТС»).[78]
- Гран-при премии «Медиа менеджер России 2019» — за деятельность в «Art Pictures Studio».[79][11]

### Номинации
- «Ника» (2003) — «Лучшая мужская роль второго плана» (фильм «Кино про кино»).
- «Ника» (2006) — «Открытие года» (фильм «9 рота»).
- «Ника» (2006) — «Лучший режиссёр» (фильм «9 рота»).
- «Золотой орёл» (2006) — «Лучший режиссёр» (фильм «9 рота»).
- «Золотой орёл» (2008) — «Лучший актёр» (фильм «Тиски», 2007).
- «Золотой орёл» (2012) — «Лучший актёр» (фильм «Шпион», 2012).
- Премия «MTV Russia Music Awards-2008» — «Лучшая мужская роль» (фильм «Я остаюсь», 2007).
- Премия «MTV Russia Music Awards-2008» — «Лучший кинозлодей» (фильм «Тиски»).

## Скандалы
После выхода в прокат фильма «Мифы» Бондарчук во время ссоры с режиссёром фильма Александром Молочниковым ударил того кулаком в лицо. Сам Молочников заявил, что инцидент был не постановочным и у него имеется соответствующая справка из травмпункта.

## Документальные фильмы и телепередачи
- «Фёдор Бондарчук. „Счастлив здесь и сейчас“» («Первый канал», 2017).[84][85]
- «Фёдор Бондарчук. „Познер“» («Первый канал», 2018).[86][87]